# Serrat Roi (Soriguera)
El Serrat Roi és una serra situada al municipi de Soriguera a la comarca del Pallars Sobirà, amb una elevació màxima de 2.000 metres.